# Slot Zerbst
Slot Zerbst (Schloss Zerbst) in de stad Zerbst in de Duitse deelstaat Saksen-Anhalt was de residentie van het vorstenhuis Anhalt-Zerbst. Het werd in de Tweede Wereldoorlog zwaar beschadigd en daarna grotendeels gesloopt.

## Het eerste Slot
Het slot in Zerbst komt voort uit een Slavische waterburcht uit de 12e eeuw. Het complex wordt in 1196 voor het eerst vermeld in oorkonden. Het bestond uit een voor- en een hoofdburcht en was door een gracht en een ringmuur omgeven. De vrijstaande klokkentoren van de Bartholomeuskerk die nu nog steeds vlak bij het Slot staat, behoorde tot deze waterburcht. Het complex werd in de loop van de tijd voortdurend omgebouwd en vergroot. Het ontwikkelde zich tot in de 16e eeuw tot een grote burcht met huizen voor de verschillende takken van de familie. Vanaf 1603 moesten delen van het complex vernieuwd of vervangen worden omdat het op dat moment in vervallen staat verkeerde. In 1618 werd de hoge toren gesloopt. De Dertigjarige Oorlog doorstond het complex zonder schade maar doordat het slecht werd onderhouden was het in de tweede helft van de 17e eeuw grotendeels onbewoonbaar geworden.

## De residentie van het huis Anhalt-Zerbst
Vorst Karel Willem van Anhalt-Zerbst besloot om als residentie een modern nieuw gebouw te laten bouwen en gaf de Nederlandse architect Cornelis Ryckwaert hiervoor de opdracht. Eerst werd het noordelijke deel van de oude waterburcht gesloopt. Het verkregen materiaal werd gebruikt voor de opvulling van de fundamenten. Het zuidelijke deel van de oude waterburcht werd gedeeltelijk in het nieuwe slot geïntegreerd. Het ontwerp voorzag in een typisch barok gebouw met drie vleugels en een binnenplaats naar Nederlands voorbeeld. De eerste steen werd op 31 mei 1681 gelegd. De ruwbouw van het corps de logis (hoofdgebouw) werd in 1689 voltooid. De decoratie- en afbouwwerkzaamheden duurden echter nog tot 1696. De opening van het corps de logis vond plaats op 23 juni 1696. De bouwkosten bedroegen toen al 57.000 Thaler.
Van 1703 tot 1706 werd de westelijke vleugel onder leiding van Ryckwaerts opvolger Giovanni Simonetti gebouwd. Hierin werd onder andere de slotkapel opgenomen. De bouwwerkzaamheden voor de slotkapel duurden tot 1719. Vanaf 1721 werd de middenrisaliet van het corps de logis uitgebreid tot een toren met een barokke koepel. In 1743 werden de resten van de oude waterburcht gesloopt. Op deze plaats werd de oostelijke vleugel vanaf 1744 gebouwd. Met de voltooiing van de ruwbouwwerkzaamheden in 1746 kreeg het slot haar definitieve vorm. Het interieur van het nieuwe gedeelte werd ingericht in Rococostijl. Omdat de regerende vorst Frederik August van Anhalt-Zerbst vanwege een geschil met koning Frederik II van Pruisen in Bazel in ballingschap moest, kwamen de bouwwerkzaamheden in 1758 stil te liggen. Het slot was toen aan de buitenkant voltooid, alleen de tweede verdieping van de oostelijke vleugel was nog niet afgebouwd. Dit zou uiteindelijk zo blijven tot de vestiging van het slotmuseum in deze ruimten.

Na het uitsterven van het vorstenhuis Anhalt-Zerbst stond het slot grotendeels leeg. In 1872 vestigde men het hertogelijk Huis- en staatsarchief in het corps de logis. De toren brandde in 1881 uit maar werd weer in oude vorm hersteld. In 1921 werd het slotmuseum geopend en trokken enkele stedelijke instellingen, zoals de belastingdienst van Zerbst, in de lege ruimten. 

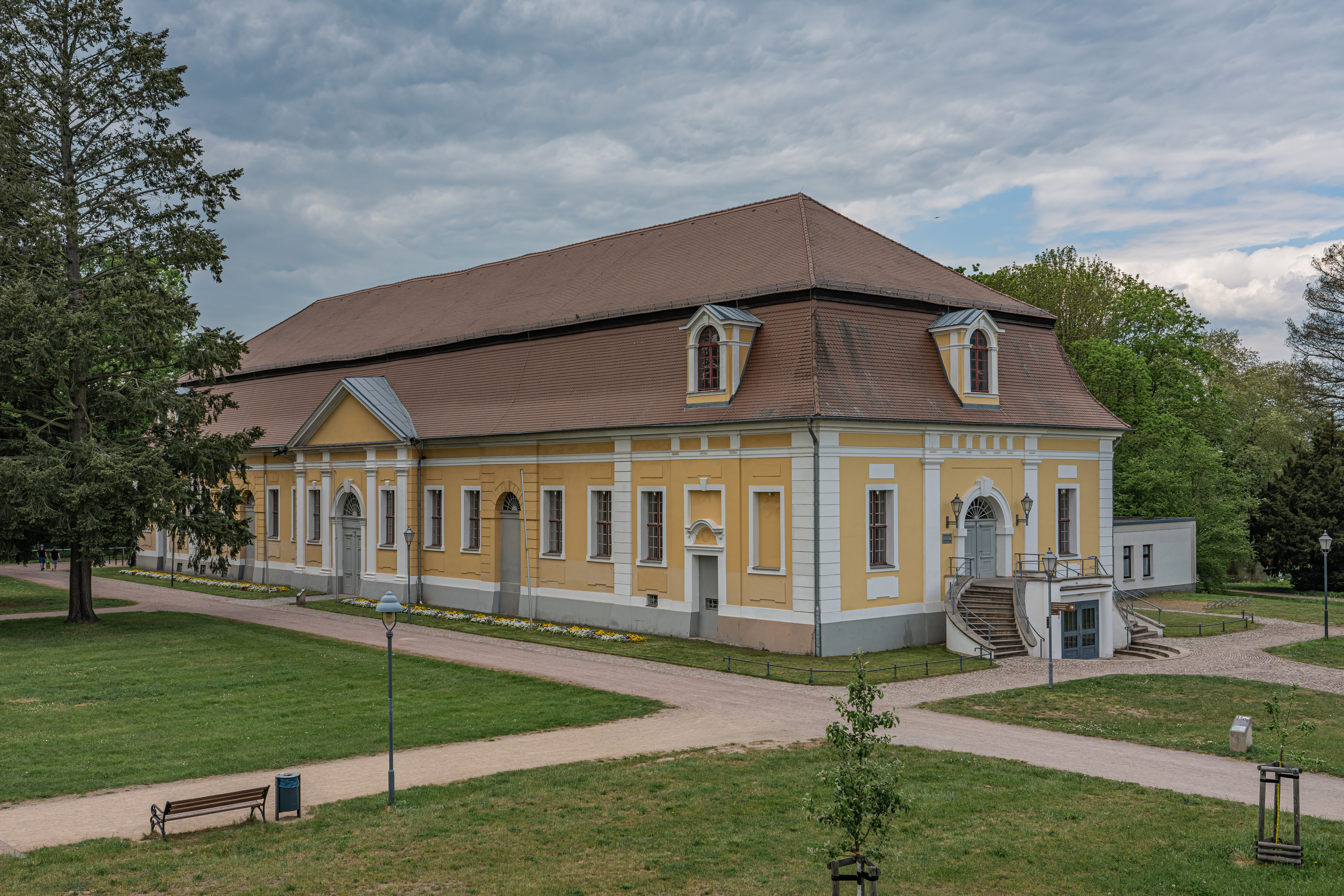
De „Reitbahn“, tegenwoordig stadhuis

Op 16 april 1945 werd het slot door bommen getroffen en brandde vervolgens volledig uit. Daarbij werden ook de kostbare inrichting, museumstukken en documenten van het staatsarchief vernietigd. Reconstructie van het slot was mogelijk geweest omdat de buitenmuren nog overeind stonden maar werd op basis van politieke beslissingen afgewezen. Het corps de logis en de westelijke vleugel werden opgeblazen en opgeruimd. Alleen de oostelijke vleugel bleef behouden als ruïne. Een vereniging houdt zicht tegenwoordig bezig met het behoud en instandhouding van de ruïne.
Op het terrein van het slot herinneren enkele dingen nog aan het vroegere uiterlijk en omvang van de residentie. Pal naast het slot bevindt zich de "Reitbahn", de voormalige koninklijke manege. Dit is een barok gebouw uit 1724 dat ooit diende als overdekt toernooiveld en tegenwoordig als stadhuis wordt gebruikt. Er zijn ook delen van het slotpark en enkele bijgebouwen bewaard gebleven. Het park werd ooit als baroktuin aangelegd en werd rond 1798 in een landschapstuin veranderd. Dit had ook praktische redenen omdat de oude barokke delen en gazons niet meer waren onderhouden en de structuur van de tuin niet meer zichtbaar was.

## Instandhouding en reconstructie
Sinds 2003 is de vereniging Förderverein Schloss Zerbst met de instandhouding en reconstructiewerkzaamheden van de ruïne van de oostelijke vleugel begonnen. Het doel is om de buitenkant van de oostelijke vleugel weer in originele staat te herstellen.

## Weblinks
- Informatie over Slot Zerbst
- Förderverein Schloss Zerbst
- Voormalige Koninklijke Manege, nu stadhuis Zerbst
- Carola Nathan: Begeisterung für einen Torso. Das Zerbster Schloss muss weiter gesichert werden, Monumente Online 6.2012